# キリスト中福教会
キリスト中福教会（キリストじょんふぅきょうかい、基督教中福教會、英語：Christian Church of Chinese Ministry）は、香港にある、プロテスタントのルーテル派と福音派単立教会。また、教会附属「中福宣教団」として「国際天糧社」を展開する。

## 担任教師
- 主任牧師：鄔小鶴
- 教師：陳卓麗、陳金誠、梁君培、林偉明

## 所在地
- 香港特別行政区九龍区ネイザンロード780－1C

## 交通アクセス
- 港鉄太子駅の近く